# Валерій Петров
Вале́рій Ніси́мов Пе́тров (болг. Валери Нисимов Петров, справжнє ім'я Валери Нисим Меворах, * 22 квітня 1920, Софія, Болгарія — 27 серпня 2014, там само) — болгарський поет, сценарист, драматург і перекладач.

## Біографія
Валерій Петров народився в єврейсько-болгарській сім'ї. Батько Нісим Меворах — видатний юрист, фахівець у галузі сімейного права, адвокат, громадський діяч і дипломат, у 1945–1947 посол у США, представник Болгарії в ООН, автор книжки про Пейо Яворова. Мати Марія Петрова — вчителька французької мови у столичних гімназіях. Вона народилась у Варні, і там, на вулиці Слов'янській, Валерій проводив канікули. У 1939-му Валерій Петров закінчив столичний Італійський ліцей (гімназійний курс). Охрестившись у софійській церкві євангелістів, професор Нісим Меворах і його дружина стали протестантами й вирішили, що син зватиметься Валерій Нісимов Петров.
Ще п'ятнадцятирічним Валерій Петров друкував свої вірші в журналі «Ученически подем» («Учнівський зліт»). У 1936-му опублікував свою поему «Птици към север» («Птахи на північ»), присвячену Іванові Папаніну, яка наступного року вийшла збіркою з такою ж назвою. У 1938-му вийшов перший прозовий твір — роман «До полюса», присвячений Умберто Нобіле. Ці дві книжки вийшли під псевдонімом Асен Раковський. Згодом він створив поеми «Палечко» («Хлопчик-мізинчик»), «На път» («У дорозі»), «Ювенес дум сумус», «Край синьото море» («Край синього моря»), «Тавански спомен» («Спомин із горища») і цикл віршів «Нежности» («Ніжність»). Наприкінці 1930-х років почав співпрацювати з літературним журналом «Изкуство и критика», головним редактором якого був критик Георгій Цанев.
У 1944-му Петров закінчив медичний факультет Софійського університету, певний час провадив лікарську практику, восени і взимку 1944 року був співробітник радіо «Софія», а відтак працював військовим кореспондентом газети «Фронтовак» («Фронтовик»). Цього ж року вступив до Болгарської комуністичної партії.
Після Другої світової війни він став одним із засновників і заступником головного редактора гумористично-сатиричної газети «Стършел» («Шершень») (1945–1962). Був лікарем у військовому шпиталі та в Рильському монастирі.
З 1947 по 1950 рік Валерій Петров обіймав посаду аташе з питань друку та культури в болгарському посольстві в Римі. За цей час побував у країнах Америки, Швейцарії та Франції як делегат на різні форуми.
Повернувшись на батьківщину, Петров працював редактором студії художніх фільмів «Бояна», редактором видавництва «Български писател» («Болгарський письменник»). Викладав драматургію в Національній академії театрального і кіноматографічного мистецтва. У листопаді 1970 року на зборах Спілки болгарських письменників він разом із Марком Ганчевим, Христом Ганевим, Гочом Гочевим (усі четверо утрималися) і Благоєм Димитровим (голосував проти), всупереч вимогам тодішньої комуністичної влади, відмовився підписати офіційну петицію про те, щоб не присуджувати Нобелівської премії російському письменнику-дисиденту Олександрові Солженіцину. Тож 8 січня 1971 року Валерій Петров був виключений із БКП і не міг друкуватися до 1977 року. У той час він узявся до перекладацької діяльности. Після падіння тоталітарного режиму в Болгарії 1989 року, Спілка болгарських письменників висунула кандидатуру Петрова на здобуття Нобелівської премії. У 1990–1991 він був депутатом Великих народних зборів Болгарії сьомого скликання, які прийняли нову конституцію країни. Став автором остаточної редакції преамбули цієї конституції.. З 2003 року академік Болгарської академії наук. Був удостоєний звання «Заслужений діяч культури Болгарії». Валерій Петров увійшов у почесний список Міжнародної ради дитячої книги за «Пет приказки» («П'ять казок»).
Мав сестру Еву Меворах. Був одружений з Домінікою Петровою-Бобошевською (1920—1997). Його дочка Бояна Петрова (1948—2017) була відома перекладачка з англійської, італійської та французької мов.
27 серпня 2014 року Валерій Петров, перебувши за останній місяць два інсульти, помер у софійській Військово-медичній академії. Поховали його на Центральному цвинтарі Софії.

## Творчість
Валерій Петров — поет, драматург і перекладач, автор ліричної та сатиричної поезії, книжок для дітей. Перекладав, зокрема, твори Вільяма Шекспіра, Йоганна Вольфґанґа Ґете, Редьярда Кіплінга, Джанні Родарі, Трілусси, Сор Хуани Інес де ла Крус, Жака Превера, Олександра Блока і Сергія Михалкова. Ще з шкільних років він мав ліві погляди й був соціалістом. Його творчості притаманні гостра соціальна скерованість, іронічність, невизнання авторитетів, неприйняття так званого ура-патріотизму. Показовими в цьому плані є вірші «Весняна прогулянка» та «Японський острів». У першому з них Валерій Петров показав темні сторони життя в передвоєнній Болгарії. В другому — піддав критиці фільм «Голий острів» відомого кінорежисера Кането Сіндо.. Валерій Петров був переконаний антифашист і ніколи не забував про своє походження. Це видно з вірша «Еврейски смешки», («Єврейські анекдоти»). Цей твір українською переклав Олег Король.
| ЕВРЕЙСКИ СМЕШКИ Германският ни домакин разказва анекдот на "идиш", а пък евреин ни един не можеш в този град да видиш. Аврам, Ребека, Соломон, на толкоз вицове герои, през камерите със циклон прокараха ви, мили мои. Сега сте дим, сега сте прах, сега сте пръст в незнайна яма и над кого е този смях, когато смешните ги няма? |

| ЄВРЕЙСЬКІ АНЕКДОТИ Гостинний німець про жидів розказував нам анекдоти. А тих, про кого мову вів, не знайдеш тут, шкодá й роботи. Абрам, i Сара, й Соломон, смішні дорослим та малечі... Судився вам усім циклон i ненаситний пломінь печі. Ваш прах розвіяно, ви дим у Йосафатовій долині... Як тут сміятися? Над ким, коли смішних нема в помині? |

### Поезія і проза
- 1937 «Птици към север» — «Птахи на північ», збірка віршів
- 1938 «Към полюса» — «До полюса», роман
- 1945 «Стари неща малко по новому» — «Старі речі трохи по-новому», цикл віршів
- 1949 «Стихотворения» (художник Борис Ангелушев, изд. Наука и изкуство, 159 с.) — «Вірші», збірка віршів
- 1954 «Там на Запад» (изд. Български писател, 66 с.) — «Там, на Заході»
- 1958 «Книга за Китай» — «Книжка про Китай», дорожні записки
- 1961 «В меката есен» (изд. Български писател, 72 с.) — «М'якої осені», поема
- 1962 «Поеми» (изд. Български писател, 208 с.) — «Поеми», збірка поезій
- 1965 «Африкански бележник» (изд. Български писател, 352 с.) — «Африканський записник», дорожні записки
- 1966 «Стихотворения» (изд. Български писател, 142 с.) — «Вірші», збірка поезій
- 1967 «Дъжд вали — слънце грее» (изд. Български писател, 90 с.) — «Дощ падає — сонце гріє», збірка поезій
- 1967 «Поеми» (изд. Български писател, Библиотека за ученика, 140 с.) — «Поеми», збірка поезій
- 1969 «Като погледнеш назад» (изд. Народна култура, 278 с.) — «Коли подивишся назад», збірка поезій
- 1970 «На смях» (изд. Български писател, 76 с.) — «Для сміху», сатиричні вірші та поеми
- 1977 «Бяла приказка» (художник Данаїл Райков, изд. Отечество, 48 с.) — «Біла казка»
- 1977 «Стихотворения и поеми» (изд. Български писател, 512 с.) — «Вірші і поеми», збірка поезій
- 1978 «Копче за сън» — «Ґудзик для сну»
- 1981 «Палечко» (художник Иван Димов, изд. Български художник, 40 с.) — «Хлопчик-мізинчик», збірка поезій для дітей
- 1983 «Пук!» (художник Иван Димов, изд. Български художник, 48 с.) — «Бах!», збірка поезій для дітей
- 1986 «Пет приказки» (художник Иван Димов, изд. Отечество, 186 с.) — «П'ять казок»
- 1988 «Сатирични поеми» (изд. Български писател, 155 с.) — «Сатиричні поеми»
- 1990 «Избраните произведения» в 2 т. — «Вибрані твори» у двох томах
- 1996 «Живот в стихове» (изд. Христо Ботев, 509 с.) — «Життя у віршах»
- 2001 «Прозирност» (изд. Слово — Велико Търново, 278 с.) — «Прозорість», збірка поезій
- 2007 «Стихове 2007» (изд. «Захарий Стоянов», 72 с.) — «Вірші-2007», збірка поезій
- 2008 «Стихове 2008» (изд. «Захарий Стоянов», 80 с.) — «Вірші-2008», збірка поезій
- 2010 «Стихове 2009» (изд. «Захарий Стоянов», 56 с.) — «Вірші-2009», збірка поезій
- 2010 «От иглу до кюнец» (изд. «Захарий Стоянов», 144 с.) — «Від іглу до димаря», збірка байок
- 2011 «Стихове 2010—2011» — «Вірші 2010—2011», збірка поезій
- 2013 «Стихове 2012-13» (изд. «Захарий Стоянов», 72 с.) — «Вірші 2012—2013», збірка поезій

- 2006 «Вибране» в п'яти томах (изд. «Захарий Стоянов», УИ «Св. Климент Охридски»)
  - Т.1: Стихотворения (424 с.) — вірші
  - Т.2: Стихотворения (464 с.) — вірші
  - Т.3: Пиеси (370 с.) — п'єси
  - Т.4: Сценарии (460 с.) — сценарії
  - Т.5: Преводи (478 с.) — переклади

### Окремі переклади
Валерій Петров перекладав із англійської, німецької, російської, італійської, іспанської та французької мов. Відомий, зокрема, тим, що переклав усі твори Шекспіра.
- 1970 — 1971 «Комедии» (в 2 т.) от Шекспир — Шекспір. «Комедії»
- 1973—1974 «Трагедии» (също в 2 т.) от Шекспир — Шекспір. «Трагедії»
- 1995 «Небето е на всички» от Джани Родари — Джанні Родарі. «Небо належить усім»
- 1996 «Приказки» от Ръдиард Киплинг — Редьяд Кіплінг. «Казки»
- 2001 «Фауст» на Йохан Волфганг Гьоте[11] — Ґете. «Фауст»
- 2002 Стихове на Сор Хуана Инес де ла Крус — Вірші Сор Хуани Інес де ла Крус

### Драматургія

#### П'єси
- 1961 «Когато розите танцуват» — «Коли троянди танцюють» (ДТ — Хасково, 1961)
- «Импровизация» — «Імпровізація» (у співавторстві з Радоєм Ралиним, інсценізовано в 1962 році)
- «Сняг» — «Сніг» (Державний сатиричний театр, 1968)
- «Честна мускетарска» — «Чесне мушкетерське» (Театр «Болгарська армія», 1976)
- «Театър, любов моя» — «Театр, любов моя» («Театр-199», 1981) — написано спеціально для актрис Тані Масалітинової та Славки Славової

#### П'єси-казки
- «Бяла приказка» — «Біла казка»
- «Копче за сън» — «Кнопка на сон» (Народний театр для молоді, 1978)
- «Меко казано» — «М'яко кажучи» (Театр «Софія», 1979)
- «В лунната стая» — «У місячній кімнаті» (Театр «Софія», 1983)
- «Морскосиньо» — «Темно-блакитне» (Театр «Софія», 1985)
- «Пук» — «На зло» (Народний театр для молоді, 1994)

### Сценарії художніх фільмів
- 1956 «Точка първа» — «Перша точка»
- 1958 «На малкия остров» — «На острівці»
- 1960 «Първи урок» — «Перший урок»

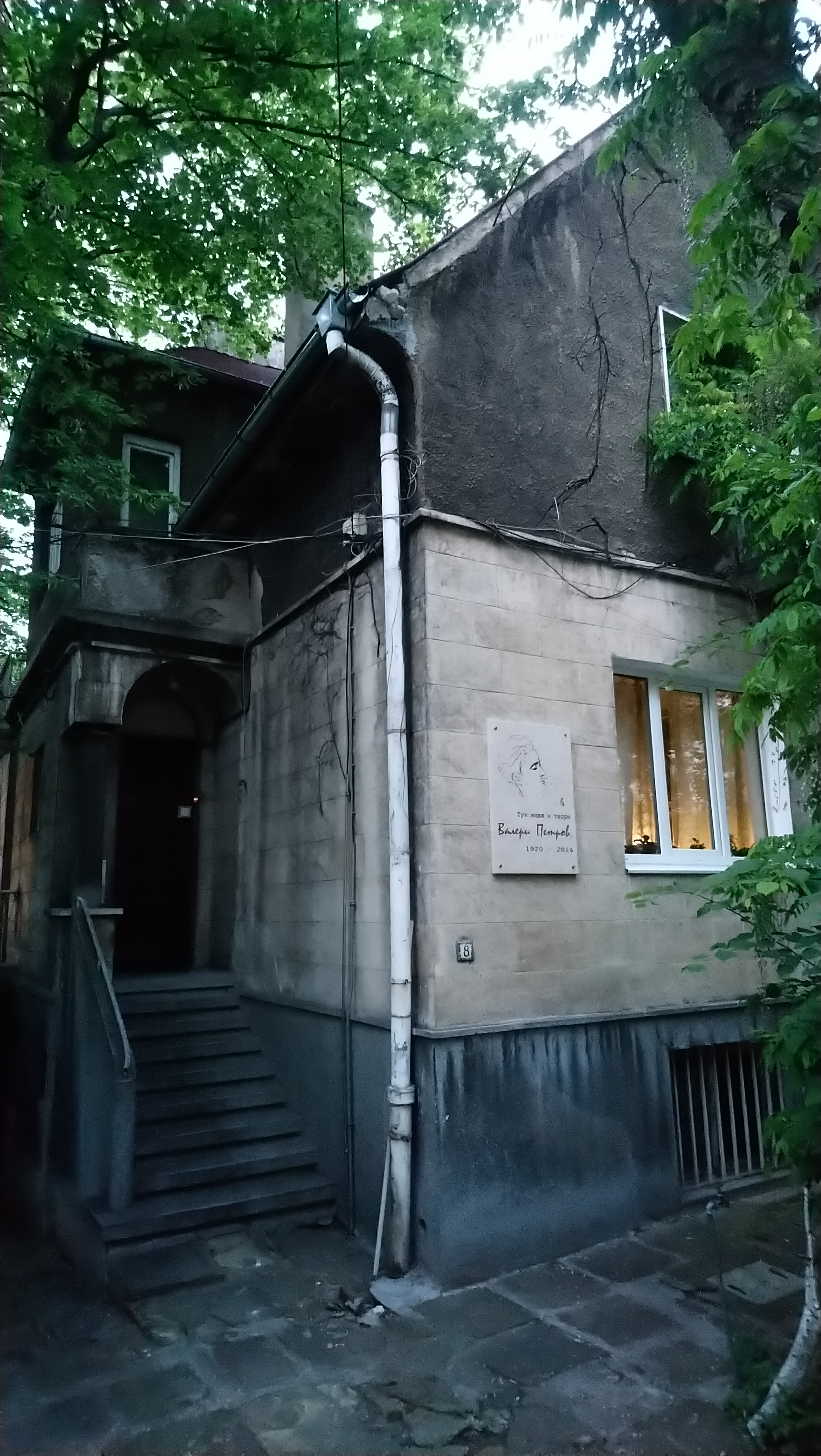
Оселя Валерія Петрова. Софія, вулиця Елина Пелина, 8.

- 1962 «Слънцето и сянката» — «Сонце і тінь»
- 1965 «Васката» — «Васка»
- 1966 «Рицар без броня» — «Рицар без лат»
- 1966 Джеси Джеймс срещу Локум Шекеров — «Джессі Джеймс проти Локума Шекерова»
- 1968 «Един снимачен ден» — «Один знімальний день»
- 1970 «Горе глава, командоре» — «Вище голову, командоре» — забраковано цензурою
- 1974 «Откъде се знаем?» — «Звідки ми знаємося?»
- 1978 «С любов и нежност» — «З любов'ю й ніжністю»
- 1978 «Адиос, мучачос» — «Адіос, мучачос»
- 1980 «Пътешествие» — «Подорож»
- 1981 «Йо-хо-хо» — «Йо-го-го»
- 1990 «Разходки с ангела» — «Прогулянки з янголом»
- 1994 «Театър, любов моя» — «Театр, любов моя»
- 1996 «Всичко от нула» — «Все з нуля»
- 2005 «За възможността да се живее» — «За можливість жити»

### Сценарії мультиплікаційних фільмів

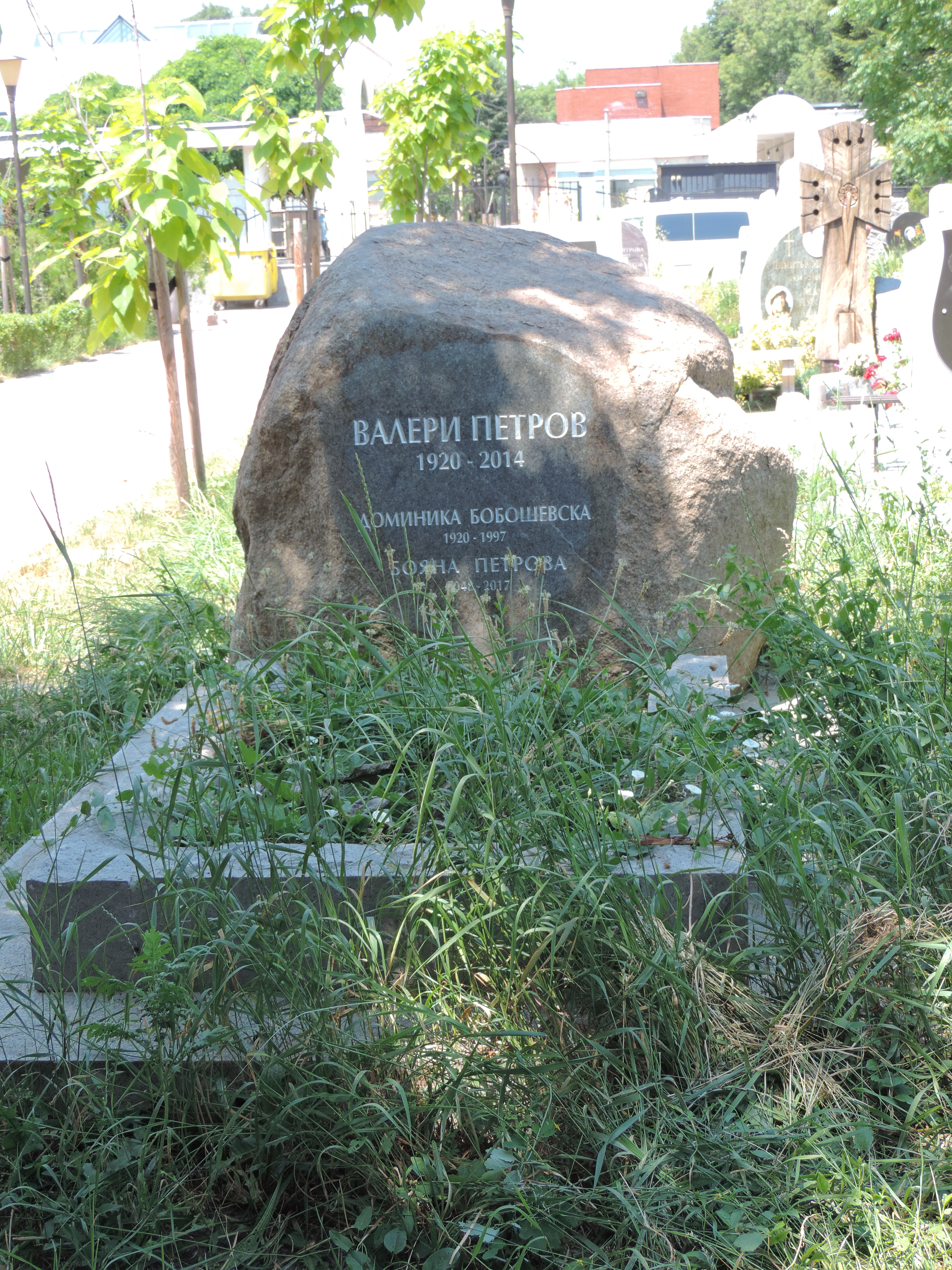
Могила Валерія Петрова, його дружини Домініки Петрової-Бобошевської і дочки Бояни Петрової на Центральному софійському кладовищі.

- 1960 «Приказка за боровото клонче» — «Казка про соснову гілочку»
- 1962 «Гръмоотводът» — «Громовідвід»
- 1963 «Гордата лампа» — «Горда лампа»
- 1964 «Главозамайване» — «Запаморочення»
- 1966 «Вариации върху стара тема» — «Варіації на стару тему»
- 1983 «Меко казано» — «М'яко кажучи»
- 2015 «Lilly and the Magic Pearl» — «Ліллі і чарівна перлина»

## Критика про Валерія Петрова
- Антоанета Алипиева. «Имало едно време… (Валери Петров)»
- Албена Бакрачева. «Заложби на отвореността»
- Пенчо Данчев. «Зрелостта на таланта», в кн. «Естетика. Литературна критика», София, 1965
- Огняна Георгиева-Тенева. «Диалогът деца — възрастни в „Пет приказки“ от Валери Петров»
- Петър Стефанов. «Вечният Палечко или за поетическите убежища на зрелостта»
- Ирма Димитрова. «От Homo ludens до говорещия автомат: Валери Петров и поетите от 40-те». София: Унив. изд. Св. Климент Охридски, 1994, 244 с.
- Розалия Ликова. «Валери Петров». София: Просвета, 1994, 170 с.
- Иван Сарандев. «Валери Петров: Разговори, беседи». Пловдив: Хермес, 1997, 240 с.

## Нагороди
- 1960 — Димитровска награда — за поемата му «В меката есен» — Димитровська премія за поему «У погожу осінь»
- 2000 — Орден «Стара планина» I-степен — Орден «Стара планіна» I ступеня
- 2004 — Национална награда «Константин Константинов» — за цялостен принос в детското книгоиздаване — Державна премія імени Константина Константинова — за внесок у видавання літератури для дітей
- 2005 — Голяма литературна награда на СУ[12] — Велика літературна премія від Софійського університету
- 2006 — Награда «Христо Г. Данов» — за цялостен творчески принос. — Премія імени Христо Г. Данова — за творчий внесок упродовж усього життя
- 2006 — Почесний доктор Університету бібліотекознавства та інформаційних технологій[13].
- 2007 — Награда «Св. Паисий Хилендарски» — Премія імени Святого Паїсія Хілендарського
- 2011 — Почетен знак «Марин Дринов» на БАН — Почесна відзнака імени Марина Дринова від Болгарської академії наук
- 2013 — Наградата за европейски гражданин на Европейския парламент за 2013 г. — за принос към българската култура и разбирателството между нациите; — Премія для європейського громадянина Європейського парламенту — за внесок у болгарську культуру й у порозуміння між народами
- 2013 — Наградата «Златен Слон»[14] — театральна премія «Золотий слон»
- 2014 — Медал «Иван Вазов» на СБП[15] — медаль імени Івана Вазова від Спілки болгарських письменників
- Почесний громадянин Софії[16]

## Переклади українською
- Добірка віршів Валерія Петрова. «Антологія болгарської поезії в двох томах». — К.: Дніпро 1974. — 423 с. + 528 с. Упорядкування, редагування та примітки Дмитра Білоуса
- Добірка віршів Валерія Петрова. — Сокаль: альманах «Соколиний край», № 7, 2007. Переклав Олег Король
- Валерій Петров. «П'ять казок». — Вінниця: Теза, 2021. Переклав Віктор Мельник